# Basilika St. Laurentius (Karkala)

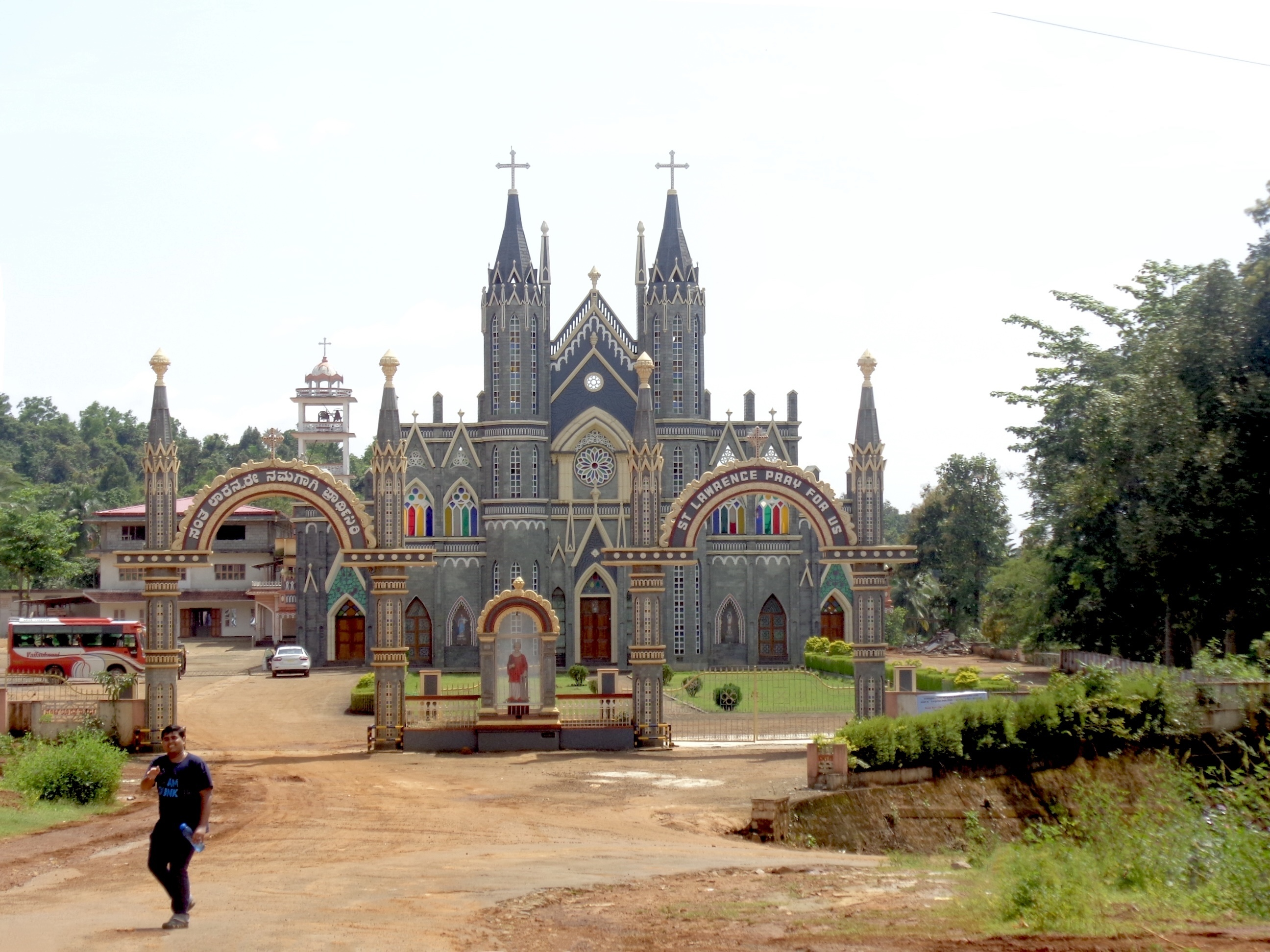
Fassade der Basilika mit Eingangstor

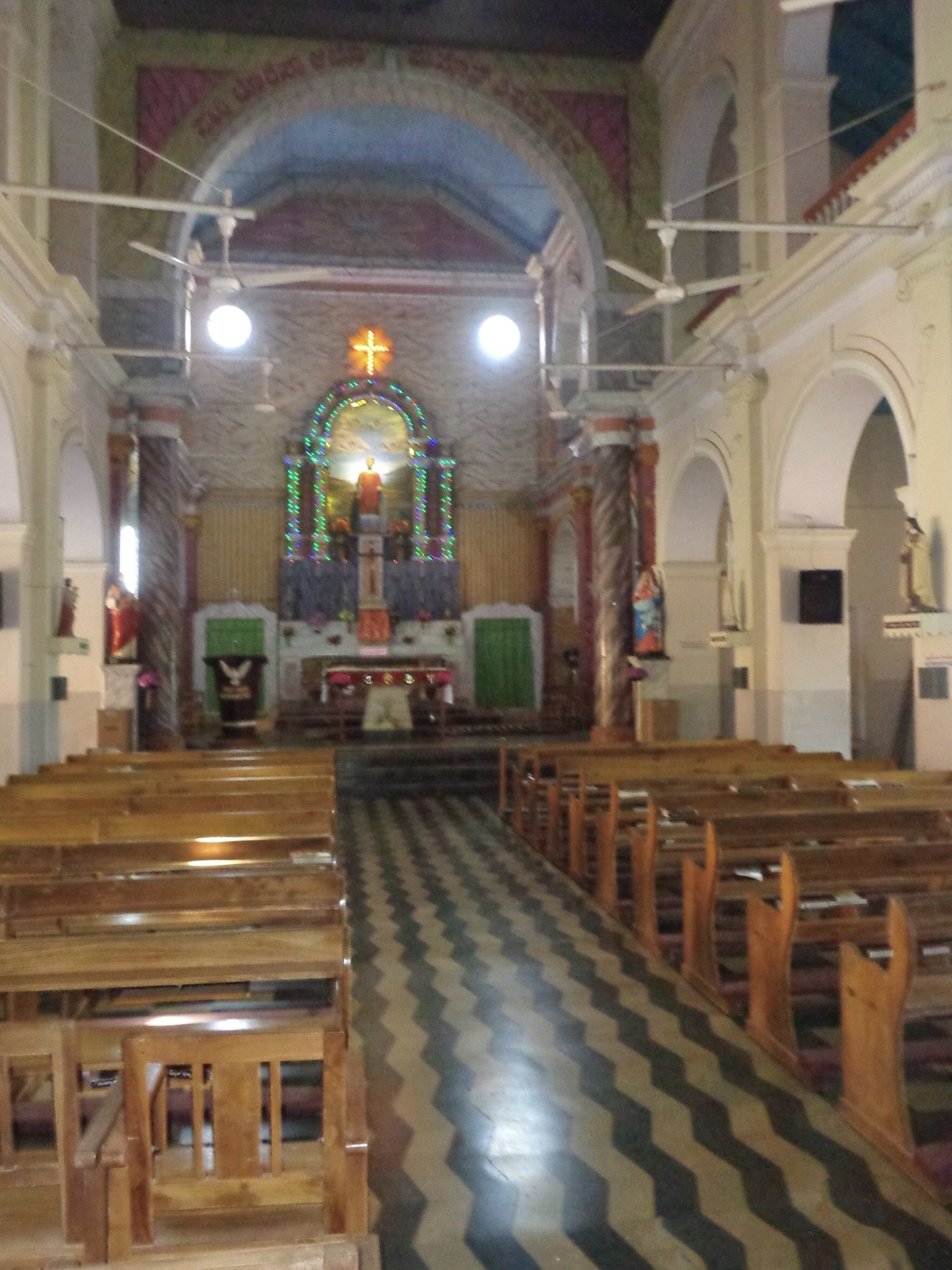
Innenraum der alten Kirche

Die Basilika St. Laurentius (englisch Basilica St. Lawrence, portugiesisch São Lourenço Shrine) oder Attur Basilica ist eine römisch-katholische Kirche in Attur bei Karkala im indischen Bundesstaat Karnataka. Das Heiligtum des Bistums Udupi trägt den Titel einer Basilica minor. Dem Heiligtum und der Fürsprache des hl. Laurentius von Rom werden viele Wunder zugeschrieben. Es ist bekannt für das Festival Attur Jatre.

## Geschichte des Heiligtums
Das Heiligtum wurde 1759 erstmals erwähnt und befand sich etwa sieben Kilometer von der heutigen Kirche entfernt. Die Mitglieder der Gemeinde fielen zwischen 1784 und 1799 in die Gefangenschaft von Tipu Sultan, der sie nach Shrirangapattana verschleppte und die Kirche zerstörte. Die aus der Gefangenschaft zurückkehrenden Christen errichteten 1801 auf dem Weg nach Toakre eine neue Kirche mit Strohdach, der Priester kam aus Goa. 1839 wurde einige Kilometer entfernt ein neues Gebäude am Ort der heutigen Basilika gebaut. Es entwickelte sich eine Wallfahrt, für die der Pfarrer Frank Pereira ab 1895 Novenen und Gebetsgottesdienste organisierte.

## Basilika
Der ältere Teil der heutigen Kirche wurde 1900 im neogotischen Stil errichtet und am 22. Januar 1901 geweiht. Die Stelle der Vorgängerkirche wird durch einen Blumengarten angezeigt. 1975 wurde neben der Sakristei eine Kapelle des hl. Laurentius errichtet, dessen Statue eine Rolle beim Bau der Vorgängerkirche gespielt haben soll. 1998 wurde das Wunderbecken Pushkarini im modernen indischen Baustil renoviert, zu dem die Pilger hinabsteigen können. Vor der Kirche wurden 1999 Zwillingstore errichtet.
Zum Jubiläum 2001 wurde vor der Kirche in direkter Verlängerung ein größerer, abgetrennter Neubau fertiggestellt, um die Pilgermassen während des Festes aufnehmen zu können. Papst Franziskus erhob diese neue Kirche 2016 zu einer Basilica minor. Die alte Kirche wird weiterhin als Gebetsraum genutzt.

## Festival
Das jährliche Festival, das unter dem Namen Attur Jatre oder Karkala Attur Feast bekannt ist, ist sowohl ein religiöses als auch ein kulturelles Fest, zu dem Menschen aller Glaubensrichtungen in die Kirche drängen. Es findet alljährlich am letzten Dienstag, Mittwoch und Donnerstag im Januar statt und besitzt sehr viele Anhänger.